# ЛДУ (Портовиехо)
Вижте пояснителната страница за други значения на Лига Депортива Университария.
Лига Депортива Университария (на испански: Liga Deportiva Universitaria) е еквадорски футболен отбор от Портовиехо, столицата на провинция Манаби. ЛДУ се състезава в Серия Б, второто ниво на футбола в Еквадор.
Отборът е основан на 15 ноември 1969 от група студенти. Има четири титли на втора дивизия (1972-E1, 1976-E2, 1980-E2, 1992-E1), а на второ място е оставал шест пъти (1981-E2, 1990-E1, 1991-E1, 1993, 1999, 2000).